# Castlevania: Lords of Shadow
Castlevania: Lords of Shadow är ett actionäventyrspel i Castlevania-spelserien, utvecklat av MercurySteam och Kojima Productions och gavs ut av Konami i slutet av 2010 till Xbox 360 och Playstation 3. En Microsoft Windows-version gavs ut i augusti 2013. Spelet utspelar sig i södra Europa under medeltiden, och som handlar om Gabriel Belmonts uppdrag att besegra en ondskefull kraft vid namn Lords of Shadow och återuppliva sin fru. Spelaren kontrollerar Gabriel i 3D-miljöer där han använder närstridsattacker för att besegra fiender och lösa pussel för att komma vidare i spelet.

## Röstskådespelare
- Robert Carlyle - Gabriel Belmont[5]
- Natascha McElhone - Marie Belmont[5]
- Patrick Stewart - Zobek, Berättaren[5]
- Jason Isaacs - Satan
- Adrian Schiller - Abbot Vincent Dorin/Necromancer
- Ève Karpf - Baba Yaga
- Richard Ridings - Cornell[6]
- Sally Knyvette - Carmilla[6]
- Colin McFarlane - The Forgotten One
- Aleksandar Mikic - Pan
- Jason Sampson - Chupacabras
- Emma Ferguson - Claudia